# Attentat d’Aweil contre Médecins sans frontières
L’attentat d’Aweil contre Médecins sans frontières est un attentat commis contre un avion affrété par Médecins sans frontières le 21 décembre 1989 à Aweil, dans la province du Sud-Soudan, avant la création de l’État du Soudan du Sud.
Pendant la seconde guerre civile soudanaise de 1983 à 2005, qui aboutira au référendum sur l'indépendance du Soudan du Sud en janvier 2011 et à l’indépendance du pays le 9 juillet 2011, Médecins sans frontières intervient dans la province du Sud-Soudan, à Aweil à une centaine de kilomètres au sud de la frontière avec le futur Soudan. MSF est alors partenaire de l'Opération Lifeline Sudan (OLS) de l’Organisation des Nations unies et vient en aide aux populations victimes de la guerre civile et de la famine. A Aweil, la mission de MSF soutient un hôpital local et gère un centre nutritionnel.

## Déroulement de l’attentat
En décembre 1989, Aweil est une garnison de l’armée soudanaise alors entourée par le SPLA (Armée populaire de libération du Soudan devenue Forces de défense du peuple sud-soudanais). Le 21 décembre 1989, à 11 h 10, disposant des autorisations de vol obtenues auprès des autorités soudanaises et du SPLA, l’avion d’Aviation sans frontières, un avion Britten (BN9) décolle pour Khartoum, où, entre autres, le médecin Jean-Paul Bescond doit se rendre afin de rencontrer les responsables d’une mission à laquelle il doit participer en Éthiopie.
Au décollage, l’avion est abattu par un missile sol-air. L’avion s’écrase 800 mètres plus loin ,. Les quatre passagers sont tués sur le coup.

## Conséquence de l’attentat pour MSF
C'est « la première fois que des volontaires de MSF sont délibérément pris pour cible ». MSF-France quitte le Soudan en janvier 1990. MSF-Hollande, présent à Ler depuis 1989, reste dans la province du Sud-Soudan.
MSF-France est de retour au Soudan et au futur Soudan du Sud en 1994. MSF doit quitter les zones du SPLA en novembre 1994. MSF-France est ensuite victime, le 21 août 2001 à Bentiu, d’une attaque du SSUM (South Sudan United Movement) pro-Khartoum. Puis, à partir de 2003, MSF est surtout au Soudan dans la région du Darfour, avec 170 expatriés et 2 000 volontaires répartis sur 26 sites en 2004.
Depuis le premier anniversaire de l’attentat, une plaque est visible dans les locaux de MSF pour rendre hommage aux victimes, rappelant qu’« Ils sont morts pour avoir voulu apporter un peu de fraternité au milieu de la barbarie et de la peur ». Le 11 janvier 2006, lors d’un colloque ‘L’action humanitaire en situation d’occupation’, MSF rend hommage aux victimes de l’attentat d’Aweil, prenant l’attentat comme exemple pour illustrer le danger des missions dans les guerres .

## Victimes et famille des victimes
Les victimes sont trois Français, Yvon Féliot, pilote d’Aviation sans frontières, Laurent Fernet, logisticien à Khartoum de Médecins sans frontières (MSF), Jean-Paul Bescond, médecin hospitalier aux urgences de l’hôpital d’Amboise, près de Tours, qui effectue pour MSF sa première mission et un Soudanais, Frazer Ariyamba, technicien du Programme alimentaire mondial (PAM) .

## Enquête judiciaire
Le texte peut changer fréquemment, n’est peut-être pas à jour et peut manquer de recul. 
Le titre et la description de l'acte concerné reposent sur la qualification juridique retenue lors de la rédaction de l'article et peuvent évoluer en même temps que celle-ci.
Aweil est une garnison de l’armée soudanaise alors entourée par le SPLA (Armée populaire de libération du Soudan devenue Forces de défense du peuple sud-soudanais) et l’origine du tir est au centre de l’enquête judiciaire ultérieure. Deux hypothèses sont envisageables quant à l’origine du tir : soit un missile lancé par des forces de l’État soudanais dans Aweil autour de la piste de décollage, soit un missile lancé par le SPLA (Armée populaire de libération du Soudan devenue Forces de défense du peuple sud-soudanais) de John Garang. A Khartoum, Omar el-Bechir qui a mené un coup d’État militaire le 30 juin 1989, est alors chef de l'État, Premier ministre, chef des forces armées et ministre de la Défense au sein du Conseil du commandement révolutionnaire pour le salut national.
Une heure après l’attentat, le Commandement général des forces armées soudanaise accuse le SPLA d’avoir abattu l’avion avec un missile SAM-7. Aucune revendication n’est publiée. Le gouvernement soudanais n’ouvre pas d’enquête approfondie. Aucune saisine de la justice n’est effectuée en France après l’attentat.
Le 7 avril 2009, la famille de Jean-Paul Bescond, sa mère, son frère, ses quatre sœurs et sa fille, déposent une plainte auprès du Juge d’instruction de la Section Terrorisme et atteintes à la sûreté de l’État auprès du Tribunal de Grande Instance de Paris. Un juge d’instruction est nommé, en premier lieu Christophe Tessier, juge d'instruction antiterroriste entre 2009 et 2018, Vice-Président chargé de l’instruction à la galerie antiterroriste du Tribunal de grande Instance de Paris.
La plainte est aux mains de la Section Terrorisme et atteintes à la sûreté de l’État auprès du Tribunal de Grande Instance de Paris depuis 2009. L’instruction n’est pas close en 2025.

## Témoignage de la DGSE
Claude Silberzahn, directeur général de la DGSE entre le 22 mars 1989 et le 3 juin 1993, écrit à propos de l’attentat dans un livre en 1995, après avoir évoqué Charles Pasqua et l’arrestation de Carlos ou Ilich Ramírez Sánchez le 14 août 1994 à Khartoum :« La France oblitère en 1994 quelques contentieux : oublié notamment ce 21 décembre 1989, jour où l’armée de Khartoum a abattu volontairement un avion de Médecins sans frontières, tuant trois médecins français coupables d’avoir porté secours au Sud-Soudan en guerre civile depuis des années. » 

## Éléments de contexte autour de l’attentat
Trois ans plus tôt, en 1986, le SPLA (Forces de défense du peuple sud-soudanais) a abattu deux avions, en mai, un avion civil avec 13 personnes, et le 16 octobre 1986, un avion civil transportant 60 personnes, lors de l’attentat contre le Fokker F-27 de Sudan Airways en 1986 (en:1986 Sudan Airways Fokker F-27 shootdown).
L’attentat d’Aweil se déroule aussi après d'autres attaques terroristes contre des avions commises en Europe et en Afrique, l’attentat de Lockerbie le 21 décembre 1988 en Écosse et l’attentat du DC10 UTA ou vol UTA 772, le 19 septembre 1989 au-dessus du Niger. L’attentat d’Aweil est commis le jour du premier anniversaire de l’attentat de Lockerbie. Si la date commune du 21 décembre établit un ‘lien’ entre l’attentat d’Aweil et l’attentat de Lockerbie, une possible logique géopolitique derrière un possible ‘message’ au travers de l’attentat d’Aweil n’est pas ensuite établie.
En 1989, les histoires du Soudan, du Tchad et de la Libye sont liées. Entre 1978 et 1987, le conflit tchado-libyen entre le Tchad et la Libye porte sur le contrôle du Nord-Tchad et de la bande d'Aozou. Après l’échec de son « action » à Ndjaména le 1er avril 1989, Idriss Déby, basé au Darfour, se prépare à lancer une offensive vers vers la capitale tchadienne contre Hissène Habré, ce qu’il fera le 1er décembre 1990. Il est soutenu dans ce projet par Paul Fontbonne de la DGSE en poste au Soudan depuis 1986, mais aussi par Omar el-Bechir en 1989 et 1990 et Mouammar Kadhafi au moins au début de sa rébellion en 1989,. La réussite du projet de renversement d’Hissène Habré au Tchad de 1989 et 1990, mené depuis le Darfour, soutenu par l’Elysée via la DGSE et Paul Fontbonne, dépend en partie d’Omar el-Bechir. Celui-ci soutient le Mouvement patriotique du salut (MPS) d’Idriss Déby qui se forme au Darfour le 11 mars 1990,. Notamment, les autorités soudanaises et libyennes, au moins au début de 1989 pour les libyennes, encouragent un alignement des forces Zaghawa sur Déby, pas évident au départ.
Le coup d'État de 1989 au Soudan (30 juin 1989) amène au pouvoir un gouvernement militaire et islamiste mené par Omar el-Bechir et Hassan Al-Tourabi le leader du Front national islamique (NIF). Avec le SPLA, un cessez le feu dure de mai à octobre 1989. Le régime du 30 juin s’affiche islamiste. Omar el-Bechir et Hassan Al-Tourabi veulent transformer le Soudan en république islamique et vaincre le SPLA sans négociation. La guerre civile qu’ils mènent au sud prend de plus en plus un aspect religieux .
Une coopération entre la France et le Soudan aboutit en 1994 à une collaboration sur l’arrestation du terroriste Carlos ou Ilich Ramírez Sánchez par la Direction de la Surveillance du territoire (DST) française au Soudan. En 1994, Hassan Al-Tourabi indique que les Français remercie Khartoum en fournissant des images satellites sur les bases des insurgés sud-soudanais. Cela concerne MSF, car, fin 1994, à cause de la collaboration entre le ministre de l'Intérieur à Paris, Charles Pasqua et la junte de Khartoum, et d’une hypothèse de photographies aériennes en échange de l'extradition de Carlos, trois employés de MSF-France sont retenus prisonniers par le SPLA pendant trois semaines, et la mission de MSF est fermée en novembre 1994.
Une fois indépendant en 2011, le Soudan du Sud reste un État en construction, victime de guerre civile, sans élections, et instable. Après la chute d’Omar el-Bechir en mars et avril 2019, le Soudan sombre en 2023 dans une nouvelle guerre civile (Guerre civile soudanaise (depuis 2023)).